# G-funk
 (juillet 2022).
Si vous disposez d'ouvrages ou d'articles de référence ou si vous connaissez des sites web de qualité traitant du thème abordé ici, merci de compléter l'article en donnant les références utiles à sa vérifiabilité et en les liant à la section « Notes et références ».
Le G-funk (ou gangsta funk) est un sous-genre du hip-hop, issu de la côte Ouest des États-Unis (West Coast), influencé par l’atmosphère californienne et la musique funk. Le producteur et rappeur Dr. Dre, en particulier, popularisera ce courant musical au début des années 1990, bien que Les premiers exemples du genre ont commencé à apparaître en 1989 avec The D.O.C. It's Funky Enough and The Formula, le premier était l'un des premiers succès mineurs du genre, atteignant la 12e place du Hot R&B/Hip-Hop. Deux ans plus tard, en 1991, NWA a publié un autre premier exemple du genre avec leur album Niggaz4Life, qui a atteint le n°1 sur le Billboard 200,et le n°2 sur le Billboard's top R&B/Hip-Hop albums.

## Histoire

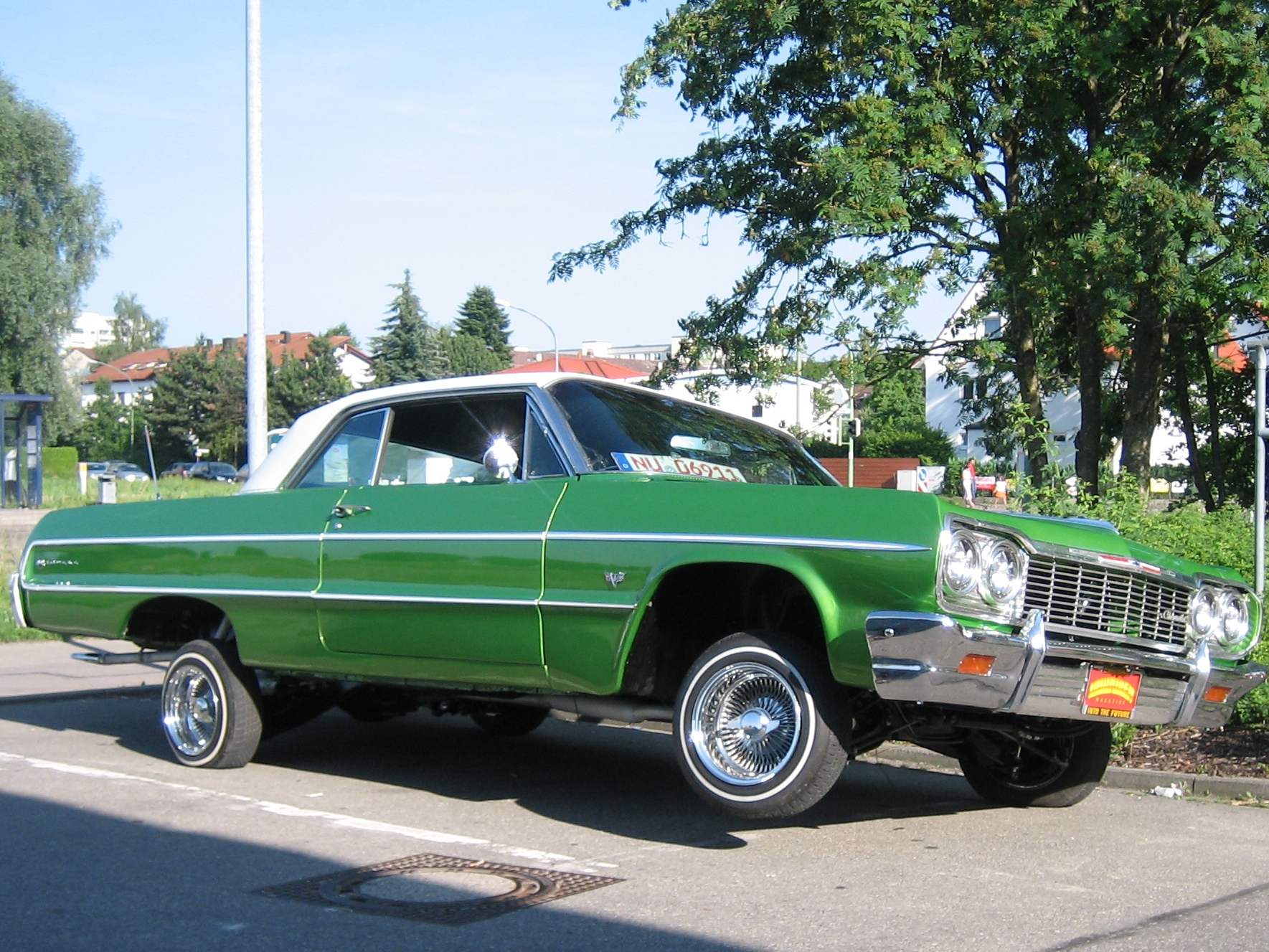
Un lowrider, type de voiture plébiscité par les artistes G-funk.

Le G-funk, qui signifie « gangsta funk », est un courant du gangsta rap West Coast popularisé et plébiscité durant la première moitié des années 1990. Le rappeur et producteur Dr. Dre, membre du groupe fondateur du gangsta rap N.W.A, popularisera le style durant les années 90, en grande partie à l'origine du mouvement par son utilisation de samples de Funkadelic, Parliament, Ohio Players, George Clinton, Zapp et d'autres groupes de funk des années 1970 et 1980 et des synthétiseurs tels que le Prophet 5, le Juno-106, l'ARP 2600 et les Moog, particulièrement dans les musiques de l'album The Chronic sorti en 1992,.
Le courant musical est réitéré dans de nombreux albums à l'époque, comme ceux de la maison de production Death Row Records, en particulier en 1993 par la sortie du sulfureux Doggystyle de Snoop Doggy Dogg avec le tube planétaire What's My Name ?, en 1994 par Regulate... G Funk Era de Warren G, et en 1995 par Dogg Food du groupe Tha Dogg Pound. Le G-funk est également utilisé en 1996 dans le premier double album de l'histoire du rap américain, All Eyez on Me de 2Pac qui contient California Love. Il est aussi présent dans Conversation des Twinz, This Is the Shack de The Dove Shack et G-Funk Classics, Vol. 1 & 2 de Nate Dogg.
Plus tard, après le départ de Dr. Dre du label Death Row Records en 1997, le style musical est encore exploité jusqu'au début des années 2000 par un grand nombre d'artistes aussi bien issus de la Côte Ouest (Californie, Nevada, Arizona, Washington) que du Texas, de l'Ohio, du Tennessee ou encore du Michigan. Nettement moins médiatisés, ces rappeurs privilégient souvent les compositions originales ou rejouées au sampling intensif des premiers albums G-funk. Ils incluent entre autres Sean T, Y-D, Vontel, Madd Hatta, U.D.I., T-Mo, Felony, Playa G, Seven, D.O.A., II Triflin, Precise, Murder Inc., Tymatale, Game Clinic, 44 Clique, Eastside, Mr. Iroc, The CMC's, Fly Nate, 909 Boyz, Gank Move, Sweet P, Tha D.R.E., Touie, Sinister, The Bonafied, E-Mack-7, Coalition, Mic-C, Bombshell, ou encore L.A.Z.
Le G-funk réapparaît également en France[Quand ?], développé entre autres par les productions du rappeur-producteur Aelpeacha et des talkboxers et producteurs Dogg Master et DJ AK ; tous ces artistes se sont exportés avec grand succès en Californie, en collaborant régulièrement avec les plus grands de la scène West Coast[réf. nécessaire]. La thématique des morceaux reste généralement très proche du modèle californien. Le G-funk est notamment présent sur le premier album solo de Doc Gynéco Première consultation, produit par le producteur Américain Ken Kessie en 1996.
Le G-funk continue à exister en Californie en particulier à travers le Chicano rap où des artistes comme Mr. Criminal, Mr. Capone-E, Cypress Hill, Ese Menace et Hi-Power, continuent à perpétuer le style en utilisant les caractéristiques typiques à ce style[réf. nécessaire].

## Caractéristiques
Les chansons du genre G-funk sont basées sur des grooves mélodiques, par opposition au rap hardcore issu de New York. Les instrumentales sont principalement constituées d'échantillons sonores issu de funk ou de la soul, de sons issus d'un synthétiseur, d’un flow modéré et souvent accompagnées d'un refrain chanté par une femme ou parrain de la soul/funk comme Marvin Gaye ou Enois Scroggins. Et souvent composées de grosses basses de synthétiseur et de leads (sons aigus et longs) et du fameux vocoder (voix robotisée), de talk box comme Roger Troutman dans California Love de 2pac et Dr. Dre, sans oublier les sons provenant de la soul et de plusieurs formes de percussions comme le conga[réf. nécessaire].
Le son et la rythmique West Coast évoluent depuis le début des années 2010 avec par exemple l'intégration de cordes, ou des charlestons ultrarapides par rapport au BPM du morceau. Les rythmiques dépassent les 100 BPM, mais si l'aspect musical en soi a changé, les thématiques du G-funk restent fidèles à elles-mêmes. Les clips West Coast gardent toujours ce style reconnaissable : des femmes dénudées qui dansent autour des cabriolets customisés (type Lowrider) ou de superbes villas de luxe de Californie où se déroulent des orgies autour de piscines plus immenses les unes que les autres. Cependant, d'autres artistes comme Kam, MC Ren et surtout Paris, infirment cette règle en prenant un engagement politique[réf. nécessaire].

## Artistes représentatifs
Les artistes représentatifs et notables du genre incluent : Dr. Dre, 2Pac, Warren G, Above The Law, Kokane, The Dove Shack, Nate Dogg, Snoop Dogg, Tha Dogg Pound, Murdersquad, MC Eiht, Eazy-E, Rappin-4-Tay, Daz Dillinger, Kurupt, O.F.T.B., Tha Twinz, Foesum, MC Ren, RBX, The D.O.C., DJ Quik, Mr. Criminal, Suga Free, Vontel, Mr. Sancho, Dyablo, C-4, Mr. Shadow, DJ Yella, Ice Cube, 2nd II None, Too $hort, Scarface, Da Brat, Lil Half Dead, DBA Flip, Compton's Most Wanted, Ganksta C, C Funk, The Lady Of the Rage, 909 Boyz, Richie Rich, I Smooth 7, Realitie, Mr. X,  CJ Mac, South Central Cartel, Celly Cel, Big Sike, 2 of Crew, 3x Krazy, U.D.I., Young Lay, Y-D, Dazzie Dee, Kam, 5th Ward Boyz, Mac Mall, 11/5, RBL Posse, Tucole, Original Gospel Gangstaz, Bur-Na, The D.O.C., E-40, Geto Boys,  Coop M.C,  Brownside,  Fly Mar, Spice 1,  Skee-Lo,  Big Mack,  Mr.Mike,  Jayo Felony,  Schoolly D,  Big Mello, Ice-T, King Tee, Cellski, Big Z The Dollar Don,  Kid Frost, DFC,  Killa Tay,  Seagram, J-Stalin,  Shade Sheist,  Bone Thugs-N-Harmony, Att Will,  Dubb 20, Ras Kass,  Gangsta D,  MC Breed, YG